# Пензенская операция
Пензенская операция — операция Чехословацкого корпуса против большевиков по взятию Пензы.

## Предыстория
После начала Гражданской войны чехословацким легионерам начали поступать угрожающие телеграммы комиссара Аралова и Троцкого, которые были адресованы после челябинского инцидента. Этому предшествовали взятие Челябинска войсками Сергея Войцеховского и другие бои чехословацких легионов на магистрали с большевиками, нападавшими на разоруженные чехословацкие поезда. 
Перед операцией на станции Пенза легионерами был схвачен эшелон с вооруженными большевиками.

## Ход операции

#### Соотношение сил
Со стороны РККА было задействовано около 3000 солдат (среди них около 500 немцев и венгров, а также 200 чешских коммунистов из 1-го Чехословацкого революционного полка под командованием Ярослава Штромбаха), однако наиболее боеспособные части отправились в Саратов для подавления восстания. Чехи и словаки, которые на стороне коммунистов защищали Пензу от наступления чехословацких войск, тем не менее составили значительную часть боевых сил Пензенского Совета. 
Со стороны Чехословацкого корпуса было задействовано около 3500 солдат под командованием лейтенанта Швеца.

#### Начало боевых действий
Операция началась 28 мая, когда чехословацкие легионы вступили окраины города. Из-за слабой организации подразделений РККА и из-за численного превосходства врага бои продолжались около суток, и уже на следующий день большевики отступили из города.